# Спайсер, Тайриз
Тайриз Леандро Спайсер (англ. Tyrese Leandro Spicer; 4 декабря 2000, Тринсити, Тринидад и Тобаго) — тринидадский футболист, нападающий клуба «Торонто» и национальной сборной.

## Карьера

### Клубная
Начинал заниматься футболом в родном городе. Со временем ему удалось войти в юниорский состав клуба «Сентрал». Закончив колледж Святой Марии, Спайсер продолжил свое обучение в США, где он продолжил заниматься футболом в Университете Ликомба.
Добившись заметных успехов, тринидадец привлек к себе внимание профессиональных клубов. В первое время он выступал за коллективы USL2, а во время Супердрафта MLS 2024 года форвард был выбран «Торонто». О выборе клубом Спайсера на церемонии объявил капитан хоккейного «Торонто Мейпл Лифс» Джон Таварес . По итогам процедуры форвард подписал с ним контракт.
16 марта футболист дебютировал в MLS в матче против «Нью-Йорк Сити» , а уже через неделю, 23 марта, Спайсер отметился первым голом в лиге, принеся победу «Торонто» над «Атлантой Юнайтед» (2:0).
1 августа за $550 тысяч перешел в «Орландо Сити», заключив с ним контракт на два сезона.

### В сборной
Нападающий провел два матча за юношескую сборную Тринидада и Тобаго до 15 лет. В июне 2020 года впервые был приглашен на сбор главной национальной команды страны. Однако дебюта за нее Спайсеру пришлось ждать почти пять лет. 21 марта 2025 года он впервые провел за нее первый матч в рамках гостевого матча квалификации на Золотой Кубок КОНКАКАФ против Кубы. В нем тринидадцы одержали победу со счетом 2:1, а форвард сделал голевую передачу. 5 июня Спайсер попал в заявку сборной на Золотой Кубок.